# ظاهرة آشمان
ظاهرة آشمان ، تعرف أيضاً بضربات - Ashman ، تصف صنفاً محدداً من تسرع القلب عريض مركب - QRS الذي يُرى غالباً في رجفان الأذين. غالباً يُفسر خطأ على أنه مركب بطين سابق لأوانه.
سمي على اسم الطبيب Dr. Richard Ashman بعد أن وصفه أول مرة Couaux و Ashman.

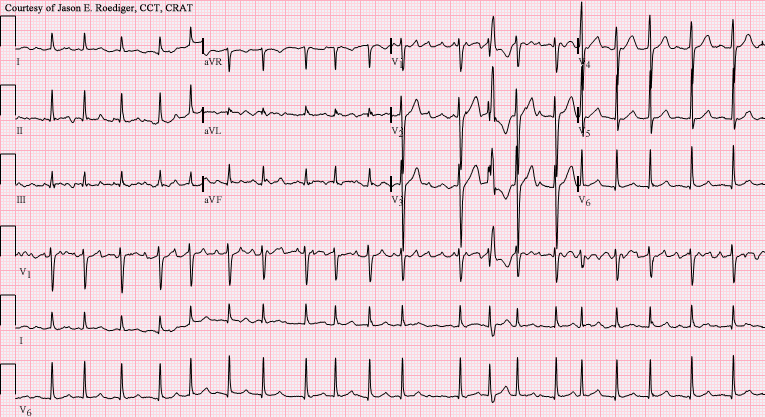
رجفان الأذين مع ظاهرة - Ashman

## الظهور
تُوصف ضربات Ashman بأنها مركبات QRS عريضة معقدة تتلو مجال R-R قصير مسبوق بمجال R-R طويل. مركب QRS هذا له عادة هيئة إحصار الحزيمة اليمنى ويمثل مركباً موصل زائغاً منبعه فوق العقدة الأذينية البطينية، وليس مركباً منبعه من البطين الأيمن أو الأيسر.

## السبب
يحدث لأن فترة الحرون في عضلة القلب - الفؤاد - تتناسب مع مجال R-R في الدورة السابقة. مجال R-R قصير مقرون بمدة كمون عمل قصير والعكس صحيح.  دروة R-R طويلة ستطيل مدة الحرون التالية، وإذا تلت دورة أقصر، فإن الضربة المنهية للدورة كأنها وُصلت زائغاً. لأن مدة حرون الحزيمة اليمنى أطول من اليسرى فإن الحزيمة اليمنى لا تزال في فترة الحرون عندما تصل الدفعةُ فوق البطينيةُ جملةَ His-Purkinje فيظهر المركب على هيئة إحصار الحزيمة اليمنى.

## المآل
في ذاته ليس له أعراض بداء ويعتبر حميد الطبيعة.

## اقرأ أيضا
- Kennedy، LB؛ Leefe, W؛ Leslie, BR (مايو–يونيو 2004). "The Ashman phenomenon". The Journal of the Louisiana State Medical Society : official organ of the Louisiana State Medical Society. ج. 156 ع. 3: 159–62. PMID:15233390.
- Chenevert، M؛ Lewis, RJ (مارس–أبريل 1992). "Ashman's phenomenon--a source of nonsustained wide-complex tachycardia: case report and discussion". The Journal of Emergency Medicine. ج. 10 ع. 2: 179–83. DOI:10.1016/0736-4679(92)90213-d. PMID:1376740.
- Tamburrini, LR; Fontanelli, A; Primossi, G (Feb 2001). "[Ventricular pre-excitation: electrophysiopathology, criteria for interpretation and clinical diagnosis. References for geriatrics]". Minerva cardioangiologica (بالإيطالية). 49 (1): 47–73. PMID:11279385.
- Oreto, G; Luzza, F; Satullo, G; Donato, A; Carbone, V; Calabrò, MP (Sep 2009). "[Wide QRS complex tachycardia: an old and new problem]". Giornale italiano di cardiologia (2006) (بالإيطالية). 10 (9): 580–95. PMID:19891250.
- Harrigan، RA؛ Garg, M (ديسمبر 2013). "An interesting cause of wide complex tachycardia: Ashman's phenomenon in atrial fibrillation". The Journal of Emergency Medicine. ج. 45 ع. 6: 835–41. DOI:10.1016/j.jemermed.2013.08.018. PMID:24074525.